# Starlight (The Supermen Lovers)
Starlight è un singolo di The Supermen Lovers del 2001, estratto dall'album d'esordio The Player. Il brano, che vide la collaborazione di Mani Hoffman nel cantato maschile e di Nili in quello femminile, venne pubblicato il 17 marzo 2001 e raggiunse la posizione n. 2 nelle classifiche musicali di Francia e Regno Unito.

## Video musicale
Nel video musicale di Starlight vengono mostrate le peripezie di un giovane uomo (di aspetto simile ad una patata) che compone il brano stesso all'interno della sua camera da letto. Dopo averlo ultimato, egli cerca di farlo ascoltare ai suoi genitori, ma essi sono incollati davanti al televisore a guardare l'esibizione canora di uno "scheletro messicano". Deluso per la mancanza di attenzione da parte dei suoi genitori, rientra nella camera da letto e si accorge che un topo sta componendo della musica all'interno della sua tana. Dopo aver stretto amicizia con il topo, collabora con lui per produrre insieme Starlight. 
A questo punto il duo prova a mettersi in contatto con un produttore per ottenere un contratto discografico, ma dopo vari tentativi falliti il topo ne inganna uno facendogli ascoltare l'audio della canzone dello "scheletro messicano". In questo modo entrambi riescono ad esibirsi in televisione con Starlight, ma la loro popolarità crolla vertiginosamente (dato che il pubblico ritorna velocemente a seguire lo "scheletro messicano") e di conseguenza il produttore li licenzia.
Nel frattempo un gruppo di alieni intercetta nello spazio la trasmissione dell'esibizione del duo e, dopo esserne rimasti entusiasti, sbarcano sulla Terra per chiedere loro di seguirli sul loro pianeta per suonare il brano. A causa, però, delle dimensioni ridotte dell'astronave aliena, solo il topo è in grado di potervi salire a bordo, pertanto se ne va via separandosi dal suo amico umano, che rimane di nuovo da solo.

## Tracce
CD (Francia e Australia)
1. "Starlight" (radio edit) - 3:50
2. "Starlight" (original version) - 6:00
3. "Starlight" (dub version) - 8:46
4. "Starlight" (instrumental) - 6:00

CD remix (Francia)
1. "Starlight" (Derrick Carter Remix—BHQ Rub) - 6:12
2. "Starlight" (BRS Remix) - 6:50
3. "Starlight" (Derrick Carter Remix—jazz radio) - 3:24
4. "Starlight" (Agent Sumo Remix) - 7:27

CD (Europa)
1. "Starlight" (radio edit) - 3:50
2. "Starlight" (original version) - 6:00

CD (Regno Unito)
1. "Starlight" (radio edit) - 3:48
2. "Starlight" (Agent Sumo Supermagic Mix) - 7:29
3. "Starlight" (BHQ Rub) - 6:18

12" (Regno Unito)
A1. "Starlight" (radio edit)
A2. "Starlight" (BHQ Rub)
B1. "Starlight" (Agent Sumo Supermagic Mix)
Musicassetta (Regno Unito)
1. "Starlight" (radio edit) - 3:48
2. "Starlight" (BHQ radio edit) - 3:26

## Crediti
Crediti riportati sull'edizione CD pubblicata in Francia:
Studio
- Registrato a Translab (Parigi, Francia)

Personale
- Guillaume Atlan - musiche, testi, produzione
- Mani Hoffman - testi, voce
- Nili - voce addizionale
- Hervé Bordes - missaggio, registrazione
- Emmanuel Desmadril - missaggio
- Adrien de Maublanc - disegno di copertina

## Classifica

### Classifiche settimanali
| Classifica (2001)                   | Posizione massima |
| ----------------------------------- | ----------------- |
| Australia (ARIA)                    | 12                |
| Australian Club Chart (ARIA)        | 1                 |
| Australiadance (ARIA)               | 1                 |
| Belgio (Ultratop 50 Fiandre)        | 46                |
| Belgio (Ultratop 50 Vallonia)       | 10                |
| Europa (Eurochart Hot 100)          | 7                 |
| Francia (SNEP)                      | 2                 |
| Germania (GfK Entertainment charts) | 87                |
| Irlanda (IRMA)                      | 7                 |
| Ireland Dance (IRMA)                | 1                 |
| Italia (FIMI)                       | 6                 |
| Paesi Bassi (Dutch Top 40)          | 23                |
| Paesi Bassi (Single Top 100)        | 43                |
| Nuova Zelanda (Recorded Music NZ)   | 4                 |
| Norvegia (VG-lista)                 | 4                 |
| Scozia (OCC)                        | 2                 |
| Svizzera (Schweizer Hitparade)      | 32                |
| UK Singles (OCC)                    | 2                 |
| UK Dance (OCC)                      | 4                 |
| UK Indie (OCC)                      | 40                |

### Classifiche di fine anno
| Classifica (2001)                 | Posizione |
| --------------------------------- | --------- |
| Australia (ARIA)                  | 67        |
| Australian Club Chart (ARIA)      | 3         |
| Australian Dance (ARIA)           | 5         |
| Belgio (Ultratop 50 Wallonia)     | 46        |
| Europa (Eurochart Hot 100)        | 40        |
| Francia (SNEP)                    | 17        |
| Irlanda (IRMA)                    | 68        |
| Nuova Zelanda (Recorded Music NZ) | 33        |
| UK Singles (OCC)                  | 34        |

## Classifiche 2025
| Classifica (con OneRepublic) (2025) | Posizione più alta |
| ----------------------------------- | ------------------ |
| Belgio (Vallonia)                   | 41                 |
| Lituania                            | 14                 |

## Pubblicazioni
| Nazione     | Data             | Etichette                        | Formati | Nota   |
| ----------- | ---------------- | -------------------------------- | ------- | ------ |
| Francia     | 17 marzo 2001    | Vogue, BMG France, Lafessé       | 12", CD | [ 40 ] |
| Australia   | 16 luglio 2001   | Vogue, BMG France                | CD      | [ 41 ] |
| Regno Unito | 3 settembre 2001 | Vogue, BMG France, Independiente | CD      | [ 42 ] |

## Cover
Il cantante Mango realizzò una cover del brano, contenuta nell'album La terra degli aquiloni del 2011.

## Versione remixata
Il 20 giugno 2025 viene rilasciata una nuova versione con la collaborazione degli OneRepublic, intitolata, Starlight (The Fame).